# Еколошки мигрант
Еколошки мигранти су људи који су приморани да напусте своју домовину због изненадних или дуготрајних промена у локалном или регионалном окружењу. Ове промене угрожавају њихово благостање или средства за живот и укључују повећану сушу, дезертификацију, пораст нивоа мора и поремећај сезонских временских прилика (као што су монсуни). Иако не постоји једнообразна, јасна дефиниција еколошке миграције, идеја добија пажњу док креатори политике и научници из области животне средине и друштвених наука покушавају да концептуализују потенцијалне друштвене ефекте климатских промена и друге деградације животне средине, попут крчења шума или прекомерне експлоатације.
„Еколошки мигрант“ и „климатски мигрант“ (или „климатска избеглица“) се донекле користе наизменично са низом сличних израза, као што су еколошка избеглица, еколошка избеглица, присилни еколошки мигрант, еколошки мотивисани мигрант, еколошко расељено лице, избеглица у случају катастрофе, избеглица из животне средине, еко избеглица, еколошко расељена особа или будућа избеглица. Разлике између ових термина остају спорне.

## Дефиниција и концепт
Огромна већина људи који беже од еколошких невоља мигрира на кратке удаљености, често привремено. Штавише, избеглице не напуштају своје домове због страха да ће бити прогањане, или због „генерализованог насиља или догађаја који озбиљно нарушавају јавни ред“. Иако је дефиниција о томе ко је избеглица проширена од њене прве међународне заједнице и правно обавезујућа дефиниција из 1951. године људима који су приморани да побегну због промена животне средине још увек није понуђена иста правна заштита као избеглицама.
Термин „избеглица из животне средине“ први је предложио Лестер Браун 1976. године. Међународна организација за миграције (ИОМ) предлаже следећу дефиницију еколошких миграната:
„Еколошки мигранти су особе или групе лица које су, због изненадних или прогресивних промена у животној средини које негативно утичу на њихове животе или услове живота, у обавези да напусте своје уобичајене домове, или одлуче да то учине, било привремено или трајно, а који се крећу или унутар своје земље или у иностранству“.
Климатски мигранти су подскуп еколошких миграната који су били приморани да побегну „због изненадних или постепених промена у природном окружењу у вези са најмање једним од три утицаја климатских промена: порастом нивоа мора, екстремним временским појавама и сушом и недостатком воде ."

## Врсте
Међународна организација за миграције предлаже три типа еколошких миграната:
- Еколошки мигранти: људи који привремено беже због еколошке катастрофе или изненадног еколошког догађаја. (Примери: неко приморан да оде због урагана, цунамија, земљотреса итд.)
- Еколошки присилни мигранти: људи који морају да оду због погоршања услова животне средине. (Пример: неко је приморан да оде због уништавања животне средине, као што је крчење шума, пропадање обале, итд. Село Сатабхаиа у округу Кендрапара у Одиши у Индији је „једна од најистакнутијих жртава обалне ерозије и потапања због подизање нивоа мора.” Сељани су губили своје домове због продора мора и своје обрадиве земље због продора слане воде и били су приморани да мигрирају негде другде. У Непалу су многа села учествовала у масовној миграцији са брда Сивалик због несташице воде. Слично, у источном висоравни Непала домаћинстава су била приморани да мигрирају због кризе воде у својим областима.[5]
- Еколошки мотивисани мигранти такође познати као економски мигранти изазвани животном средином: људи који одлуче да оду да би избегли могуће будуће проблеме. (Пример: неко ко оде због пада продуктивности усева изазваног дезертификацијом. Студија спроведена између 2014. и 2018. открива да велики део популације око делте Волте у Африци, делте Ганг Брамапутра Мегхна у Бангладешу и Индији и делте Маханади у Индији је навело економске разлоге као узрок своје миграције, а само 2,8% је навело разлоге за животну средину. Међутим, једна трећина домаћинстава миграната сматра да је повећана изложеност еколошким опасностима и становништво повезује факторе животне средине са несигурнијим животом. Ово показује како се животна средина понаша и има директан ефекат на миграцију.)[6]

Други научници су предложили разне друге врсте миграната, укључујући:
- Еколошки мигранти под притиском – ова врста миграната се расељава из свог окружења када се предвиди догађај пре него што би било императив да становници оду. Такви догађаји могу бити дезертификација или продужена суша, где људи у региону више нису у могућности да се баве пољопривредом или ловом како би обезбедили гостољубиво окружење за живот.[7]
- Императивни еколошки мигранти – то су мигранти који су били или ће бити „трајно расељени“ из својих домова због фактора средине ван њихове контроле.
- Привремени еколошки мигранти – ово укључује мигранте који пате од једног догађаја (тј. Ураган Катрина). Ово не значи да је њихов статус привременог статуса мање тежак од статуса других, то једноставно значи да су у могућности да се врате на место одакле су побегли (иако је можда непожељно да то ураде) уз одобрење они су у стању да обнове оно што је покварено и наставе да одржавају сличан квалитет живота као онај пре природне катастрофе. Ова врста миграната је расељена из матичне државе када се њихово окружење брзо мења. Они се расељавају када се десе катастрофални догађаји, као што су цунамији, урагани, торнада и друге природне катастрофе.[8]

## Статистика
Током деценија било је више покушаја да се поброје еколошки мигранти и избеглице. Џоди Џејкобсон (1988) се наводи као прва истраживачица која је набројала ово питање, наводећи да је већ било до 10 милиона „избеглица због животне средине”. Ослањајући се на 'најгори сценарио' о порасту нивоа мора, она је тврдила да би сви облици 'еколошких избеглица' били шест пута бројнији од политичких избеглица. До 1989. године, Мустафа Толба, извршни директор Програма Уједињених нација за животну средину, тврдио је да би „чак 50 милиона људи могло постати еколошке избеглице“ ако свет не делује да подржи одрживи развој.
Средином 1990-их, британски еколог, Норман Мајерс, постао је најистакнутији заговорник ове „максималистичке“ школе, напомињући да ће „избеглице које се баве животном средином ускоро постати највећа група невољних избеглица“. Поред тога, он је навео да је средином 1990-их било 25 милиона еколошких избеглица, тврдећи да би се та цифра могла удвостручити до 2010. године, са горњом границом од 200 милиона до 2050. Мајерс је тврдио да би узроци расељавања животне средине укључивали дезертификација, недостатак воде, заслањивање наводњаваног земљишта и исцрпљивање биодиверзитета. Такође је претпоставио да ће расељавање износити 30 милиона у Кини, 30 милиона у Индији, 15 милиона у Бангладешу, 14 милиона у Египту, 10 милиона у другим делта областима и приобалним зонама, 1 милион у острвским државама. Недавно је Мајерс сугерисао да би цифра до 2050. могла да буде чак 250 милиона.
Норман Мајерс је најцитиранији истраживач у овој области, који је у свом раду открио да је 1995. године постојало 25 милиона еколошких миграната који се ослањао на преко 1000 извора. Међутим, Викрам Колмански је изјавио да се Мајерсов рад може „критиковати да је недоследан, немогуће га је проверити и да не узима у обзир могућности прилагођавања“. Штавише, сам Мајерс је признао да су његове бројке засноване на „херојској екстраполацији“. Уопштено говорећи, Блек је тврдио да постоји „изненађујуће мало научних доказа“ који указују на то да се свет „пуни еколошким избеглицама“.

## Култура
Појам 'еколошки мигрант' је део популарне културе барем од романа Плодови гнева, дела Џона Стајнбека из 1939. године.